# Павловская (Верховское сельское поселение)
Павловская — деревня в Тарногском районе Вологодской области.
Входит в состав Верховского сельского поселения, с точки зрения административно-территориального деления — в Верховский сельсовет.
Расстояние по автодороге до районного центра Тарногского Городка — 44 км, до центра муниципального образования Верховского Погоста — 2 км. Ближайшие населённые пункты — Патракеевская, Кузьминская, Игнатовская, Верховский Погост, Макаровская, Осташевская, Васютинская, Тарасовская.
По переписи 2002 года население — 24 человека (7 мужчин, 17 женщин). Всё население — русские.